# G16
El G16 és un lobby d'opinió que reuneix setze presidents d'entitats amb solera de la societat civil catalana, representatives del món econòmic, esportiu i cultural. Es reuneixen cada dos mesos, de manera rotativa, als menjadors de les seves seus respectives. La discreció és la seva norma. Els dinars periòdics que fan aquests setze magnífics no transcendeixen. Tenen una norma no escrita: si un president no hi pot anar, no pot delegar. No hi ha estatuts ni res que s'hi assembli. Els dinars duren dues hores de rellotge i es tracten temes concrets, normalment a proposta de l'amfitrió. En alguna ocasió s'hi convida un polític de primera fila : Santi Vila, Soraya Sáenz de Santamaría.
A la dècada dels 80 del segle xx, Francesc Mas Sardà, aleshores president del Cercle del Liceu, va constituir el lobby amb 6 entitats, la idea era reunir amb periodicitat les principals institucions. Cap al 1987 Alfredo Molinas, president de Foment del Treball Nacional, va posar la condició que les trobades només podien participar els presidents. El grup es va ampliar a 11 membres per després ampliar-se als 16 actuals.
Institucions que formen part del G16 : Reial Cercle Artístic, Cambra de Comerç, Cercle d'Economia, Cercle del Liceu, Centre Excursionista de Catalunya, Círculo Ecuestre, Club Natació Barcelona, Futbol Club Barcelona, Reial Club Deportiu Espanyol, Foment del Treball, Orfeó Català, Reial Automòbil Club de Catalunya, Reial Club de Tennis Barcelona, Reial Club de Polo, Ateneu Barcelonès i Institut Agrícola Català de Sant Isidre.